# Caroline Shirley
Caroline Shirley, dopo il matrimonio duchessa Sforza Cesarini (Londra, dicembre 1818 – Roma, 17 novembre 1897), è stata una nobildonna inglese naturalizzata italiana.
Divenne particolarmente nota per essere stata, per più di mezzo secolo, patrona dello scrittore Frederick Rolfe.

## Biografia
Caroline Shirley nacque in Inghilterra nel periodo di Natale del 1818. Si sa di lei che venne battezzata il 29 dicembre nella chiesa di St Mary e St Chad a Brewood nello Staffordshire, ma da questo registro non è stato possibile derivare la data esatta della sua nascita. Suo padre era Robert Sewallis Shirley, visconte Tamworth (9 novembre 1778 – 6 giugno 1824), erede di Robert Shirley, VII conte Ferrers (1756–1827), mentre sua madre era una cameriera a servizio della casa dei Ferrers a Londra. Suo padre morì quando Caroline aveva appena cinque anni, ma suo nonno il conte, alla sua morte nel 1827, la lasciò erede di gran parte del suo patrimonio. 
Nel 1837 sposò il trentenne duca Lorenzo Sforza Cesarini. Per coincidenza, anche il duca italiano era figlio illegittimo. Sua madre, infatti, era rimasta incinta del colonnello russo Carl Marshall, anch'egli di discendenza inglese, dando però alla luce il figlio nel palazzo di suo marito, motivo per cui la Sacra Rota nel 1834, con l'assenso del marito, decise di coprire lo scandalo facendolo riconoscere come legittimo figlio della coppia.
Lorenzo e Caroline entrambi si trovarono eredi di notevoli fortune, la sicurezza delle quali poterono ottenere attraverso alcune cerimonie matrimoniali. I due infatti si sposarono civilmente a Gretna Green il 26 agosto 1837. Caroline venne ricevuta nella chiesa cattolica ed il 17 settembre il vescovo Thomas Griffiths, vicario apostolico di Londra sposò la coppia nella sua cappella privata di Westminster. Quindi il 28 ottobre il loro matrimonio venne solennizzato con una cerimonia anglicana nella Trinity Church di St Marylebone, dopo la quale i due partirono alla volta dello Stato Pontificio dove si svolse l'ultima cerimonia nuziale che i due compirono per soddisfare i requisiti delle autorità di Roma.     
La coppia visse da quel momento in Italia e Caroline, assieme al marito, concorse da subito alla causa per l'unificazione nazionale. Quando nel 1860 Napoleone III ritirò le sue truppe da Roma, Lorenzo venne nominato commissario per le forze piemontesi d'istanza a Rieti e Caroline difese pubblicamente l'operato del marito da quanti, soprattutto nella società aristocratica papalina, lo vedevano come un traditore. 
Dopo la morte di Lorenzo nel 1866, i suoi due figli, Francesco e Bosio, anch'essi ferventi sostenitori della lotta per l'unificazione, sfruttarono il loro palazzo romano come deposito per le armi da dare ai rivoltosi. Questo fatto, quando divenne noto alle autorità pontificie, portò alla confisca di tutte le proprietà degli Sforza Cesarini che non vennero loro restaurate sino a quando Vittorio Emanuele II non entrò a Roma nel 1870, accompagnato proprio dal duca Francesco, figlio primogenito di Carolina, che divenne uno dei suoi consiglieri reali. Dopo l'unificazione, le autorità ecclesiastiche si scusarono con Caroline per essere state "costrette" a prendere tali provvedimenti nei confronti della sua famiglia, il cui destino l'aveva ora posta nei ranghi più alti della società aristocratica romana.
Nel 1890, il futuro scrittore Frederick Rolfe (Baron Corvo) venne espulso dal Collegio degli scozzesi di Roma dove stava studiando per la propria vocazione al sacerdozio cattolico, a causa della sua incapacità di concentrarsi sugli studi sacerdotali e dei suoi comportamenti irregolari. La duchessa Caroline, che lo aveva conosciuto grazie a Mario Sforza Cesarini dei Conti Santa Fiora, ebbe pietà di lui e lo invitò a trascorrere l'estate a Palazzo Sforza Cesarini a Genzano di Roma, appena fuori dalla capitale, esperienza che secondo il suo biografo poi forgerà positivamente il suo carattere. Su incoraggiamento della duchessa, inizierà a scrivere, in particolare interessandosi della storia locale e di poesia, grazie anche alla complicità con un gruppo di ragazzi del posto coi quali sovente prese ad esplorare la campagna circostante il palazzo, ricavandone esperienze che poi immortalerà nella sua opera Nostra Signora dei sogni (titolo originale: Stories Toto Told Me). Quando fece ritorno in Inghilterra nel novembre del 1890, la duchessa inizialmente gli concesse un assegno mensile che poi però non proseguì a concedergli.
Caroline morì a Roma il 17 novembre 1897.

## Albero genealogico
|                                            |   |                  | Genitori       |  |  | Nonni |  |  | Bisnonni                         |  |  | Trisnonni                           |  |
|                                            |   |                  |                |  |  |       |  |  | Robert Shirley, VI conte Ferrers |  |  | Laurence Shirley, visconte Tamworth |  |
|                                            |   |                  |                |  |  |       |  |  | Robert Shirley, VI conte Ferrers |  |  | Laurence Shirley, visconte Tamworth |  |
|                                            |   | Anne Clarges     |                |  |  |       |  |  | Robert Shirley, VI conte Ferrers |  |  |                                     |  |
| Robert Shirley, VII conte Ferrers          |   |                  |                |  |  |       |  |  | Robert Shirley, VI conte Ferrers |  |  |                                     |  |
|                                            |   | Catherine Cotton | Rowland Cotton |  |  |       |  |  |                                  |  |  |                                     |  |
|                                            |   | Catherine Cotton | Rowland Cotton |  |  |       |  |  |                                  |  |  |                                     |  |
|                                            |   | Catherine Cotton | Mary Sleigh    |  |  |       |  |  |                                  |  |  |                                     |  |
| Robert Sewallis Shirley, visconte Tamworth |   | Catherine Cotton |                |  |  |       |  |  |                                  |  |  |                                     |  |
|                                            |   | John Prentise    | …              |  |  |       |  |  |                                  |  |  |                                     |  |
|                                            |   | John Prentise    | …              |  |  |       |  |  |                                  |  |  |                                     |  |
|                                            |   | John Prentise    | …              |  |  |       |  |  |                                  |  |  |                                     |  |
| Elizabeth Prentise                         |   | John Prentise    |                |  |  |       |  |  |                                  |  |  |                                     |  |
|                                            |   | …                | …              |  |  |       |  |  |                                  |  |  |                                     |  |
|                                            |   | …                | …              |  |  |       |  |  |                                  |  |  |                                     |  |
|                                            |   | …                | …              |  |  |       |  |  |                                  |  |  |                                     |  |
| Caroline Shirley                           |   | …                |                |  |  |       |  |  |                                  |  |  |                                     |  |
|                                            | … | …                |                |  |  |       |  |  |                                  |  |  |                                     |  |
|                                            | … | …                |                |  |  |       |  |  |                                  |  |  |                                     |  |
|                                            | … | …                |                |  |  |       |  |  |                                  |  |  |                                     |  |
| …                                          | … |                  |                |  |  |       |  |  |                                  |  |  |                                     |  |
|                                            |   | …                | …              |  |  |       |  |  |                                  |  |  |                                     |  |
|                                            |   | …                | …              |  |  |       |  |  |                                  |  |  |                                     |  |
|                                            |   | …                | …              |  |  |       |  |  |                                  |  |  |                                     |  |
| …                                          |   | …                |                |  |  |       |  |  |                                  |  |  |                                     |  |
|                                            |   | …                | …              |  |  |       |  |  |                                  |  |  |                                     |  |
|                                            |   | …                | …              |  |  |       |  |  |                                  |  |  |                                     |  |
|                                            |   | …                | …              |  |  |       |  |  |                                  |  |  |                                     |  |
| …                                          |   | …                |                |  |  |       |  |  |                                  |  |  |                                     |  |
|                                            |   | …                | …              |  |  |       |  |  |                                  |  |  |                                     |  |
|                                            |   | …                | …              |  |  |       |  |  |                                  |  |  |                                     |  |
|                                            |   | …                | …              |  |  |       |  |  |                                  |  |  |                                     |  |
|                                            |   | …                |                |  |  |       |  |  |                                  |  |  |                                     |  |